# هجوم السلطان غازي 2012
هجوم السلطان غازي 2012 هو هجوم انتحاري تم تنظيمه في الحادي عشر من سبتمبر 2012 على مركز شرطة «عام الخامس والسبعون» بمقاطعة السلطان غازي بمحافظة إسطنبول التركيه. حدثت الهجمة جراء تفجير منفذ العملية إبراهيم تشوهادار المنتسب إلى حزب / جبهة التحرير الشعبي الثوري للمفرقعات التي كان يحملها في مدخل مركز الشرطة وذلك بعد فشله أمام حواجز رجال الشرطة في الدخول إلى المركز.
قُتل المهاجم، وأحد رجال الشرطة، وجٌرح سبعة آخرون نتيجة الانفجار.  

## الخلفية
قبل الهجوم بحوالي شهرين في العشرين من يوليو 2012 وقعت حادثة إطلاق نار على قوات الشرطة من قِبَل سيارة أجرة لم تتوقف في الكمين المُقام في مدخل حي السلطان غازي بإسطنبول. بسبب رد الشرطة أثناء الاشتباك أراد المتواجدون بسيارة الأجرة الابتعاد عن المنطقة مُهددين السائق بالسلاح. ابتعدت سيارة الأجرة حوالي مائة متر، ثم توقفت بعد اصطدامها بالرصيف. تم القبض على واحد من الإثنين المتواجدين بالمركبة وهو رجل في مكان الحادث، وقُبض على الشخص الآخر جريحاً وهو سيدة في حي «غازي عثمان باشا» أثناء محاولتها الهرب. تم التأكد من أن هذان الشخصان هم «حسن سليم جونن/Hasan Selim  Gönen»، و«سلطان ايشيقلي/ Sultan Işıklı» المنتميان إلى حزب\ جبهة التحرير الشعبي الثوري. توفي جونن في المستشفى الذي نقل إليه في الواحد والعشرين من يوليو. وبناءاً على وفاة حسن سليم جونن ترددت في الإعلام معلومات عن تواجد حزب\جبهة التحرير الشعبي الثورية في التحضير لعملية انتقامية أمام قسم الشرطة.

## الهجوم

موقع قسم الشرطة

في الثاني عشر من سبتمبر الساعة الحادية عشرة بالتوقيت المحلي أتى المهاجم إلى مركز شرطة «العام الخامس والسبعون»، وقام باجتياز طريق بطول 50 متر يربط بين كشك الحارس الواقع بجوار بوابة حديقة المركز، ومدخل الحديقة، ومدخل المركز. بعد صعوده سُلَم بمدخل القسم توجه إلى جهاز الأشعة السينيه، وألقى قنبلة يدوية داخل المركز إلا أنها لم تنفجر. بعد ذلك حاول ضابط الشرطة «بولنت اوزقان» إيقاف المهاجم الذي حاول الدخول إلى المركز ودفعه إلى خارج المركز. أثناء هذا فجر المهاجم المفرقعات التي كان يحملها. طبقاً لشهادة الضابط الذي كان يحرس الباب أنه بعد دخول المشتبه به تردد صوت سلاحان يدويان من البناية. اتضح أن هذا السلاح هو سلاح الضابط اوزقان الذي توفي حيث سحب سلاحه مباشرة قبل الانفجار وأطلق النار. 
الخسائر والأضرار
توفي المُهاجِم أثناء الانفجار بينما توفي الضابط اوزقان أثناء نقلة إلى المستشفى. وجُرِح سبعة أشخاص أربعة من رجال الشرطة وثلاثة مدنيين. نُقِل المصابون إلى مستشفى «باغجيلار/ Bağcılar Devlet Hastanesi»، ومستشفى «اوق ميدان للتدريب والبحث العلمي/ Okmeydanı Eğitim ve Araştırma Hastanes»، و«مستشفى كلية الطب بجامعة بزميالم/ Bezmiâlem Vakıf Üniversitesi Tıp Fakültesi Hastanesi». بعد الانفجار تَكَون خرق في مدخل البناء بسبب الانهيار الذي حدث جراء الانفجار، وكُسِر زجاج العربات المصفحة التي كانت متوقفة أمام البناء.  

## التحقيقات وملف المهاجم
تبين في التحقيقات التي أُجريت بعد الحادثة أن المهاجم هو «إبراهيم تشوهادار/ İbrahim Çuhadar» مواليد عام 1972 مقاطعة «تشوروم/Çorum» بمحافظة «الاجا/ Alaca» التركية وهو منتمي لحزب/ جبهة التحرير الشعبي الثوري. وكان تشوهادار قد سُجِنَ ثمانِ أشهر من قبل في سجن «سينجان» مشدد الحراسة. تشوهادار الذي خرج جثمانه من هيئة الطب الشرعي في الرابع عشر من سبتمبر تم تشييع جنازته ودفنه يوم السادس عشر من نفس الشهر. كما ورد في التحقيقات أن المتفجرات التي كانت مُلتفة حول جسده هي متفجرات بلاستيكية مُتشَظية ذات تأثير ضاغط. 
فيما بعد تبنى حزب/ جبهة التحرير الشعبي الثوري الهجمة في تصريح له على أحد المواقع التابعة للحزب. كما ذُكر في التصريح الذي وردت به صورة لتشوهادار أن ضباط مركز الشرطة هم من قتلوا «حسن سليم جونن»، وأن اختيار مركز الشرطة لم يكن عشوائياً. جدير بالذكر أن تشوهادار كان يظهر بينما يلف المتفجرات التي استخدمها في الهجمة على جسده في صورته (المُلتَقَطة بتاريخ الثلاثون من أغسطس 2012) والتي نُشِرَت في منتصف الليل من نفس اليوم على الموقع الإلكتروني.

## ردود الفعل
وفي تصريح مكتوب عقب الهجمة ندد فيه رئيس الجهمورية «عبد الله جول/ Abdullah Gül» بالمنظمات التي أعلنت تنفيذها للهجمة واصفاً إياهم بالمجموعات الإرهابية الساعية خلف أيدولوجيات بالية. كما أعرب رئيس الوزراء «رجب طيب اردوغان/ Recep Tayyip Erdoğan» عن تمنيه الشفاء للمصابين والصبر لأسر الضحايا من رجال الشرطة. وذكر «صبري باشكوي/ Sabri Başköy» محافظ «جوروم» المُسجل بها تشوهادار أنه على الرغم من كونه ولِد بها إلا أنه منذ ترك قريته وعائلته من ثلاثين أو خمس وثلاثين عاماً وانتقاله إلى «أنقرة/ Ankara» لم يعد له أي صلة ب جوروم. وأعرب عمدة قرية «طوطلوجا/ Tutluca» التي ينحدر منها مُنَفِذ الهجمة «جلال تشوهادر/ Celal Çuhadır» عن رفضه للحادث وصرح بأن المُهاجِم المُنتَمي لقريته لا يُعبر عنه ولا عن سكان القرية الذين يعرفهم.
وأثناء مراسم جنازة اوزقان الذي قُتِلَ إثر الهجوم تحدث عمدة إسطنبول «حسين آفني موطلو/ Hüseyin Avni Mutlu» قائلاً لدينا اربعين ألف ضابط لضمان السلام في إسطنبول وأمنها. وأدان مدير أمن اسطنبول «حسين تشابقن/ Hüseyin Çapkın» الهجوم قائلاً (نحن جميعاً بولنت). 

## انظر ايضاً
- قائمة الهجمات الانتحارية بتركيا (Türkiye'deki intihar saldırıları listesi)